# برونسون هاريسون
برونسون هاريسون (بالإنجليزية: Bronson Harrison)‏ هو لاعب دوري الرغبي نيوزيلندي، ولد في 10 أكتوبر 1985 في أوكلاند في نيوزيلندا.

## روابط خارجية
- برونسون هاريسون على موقع ItsRugby.co.uk (الإنجليزية)